# Club Deportes Concepción "B"
Deportes Concepción "B" es la filial de Deportes Concepción, equipo de fútbol, de la ciudad de Concepción en la VIII Región del Biobío. 
Compitió entre 2006 y 2007 en la Tercera División de Chile. Durante 2008 el equipo dejó de participar en la categoría.

## Historia
La suspensión que afectó a Deportes Concepción durante 2006 y que le impidió tomar parte del torneo de Primera División de Chile de ese año, por problemas económicos con sus acreedores, causó que el equipo que se estaba formando, además de las divisiones inferiores del club, quedaran sin una instancia en la cual competir. Los dirigentes del equipo, Jorge Mahuzier y René Mora, junto con los socios del club decidieron participar con una filial en el campeonato de Tercera División de Chile de ese año, como una forma de dar continuidad y posibilidades de roce futbolístico a los jugadores propiedad del club. Durante 2006 se realizó una buena campaña, resultando 3º entre 7 clubes del Grupo Sur en el Campeonato de Apertura, y 4º entre los mismos 7 clubes del Grupo Sur en el de Clausura. 
En 2007 el club fue autorizado para volver a la Primera División de Chile, pero anunció que mantendría su filial en la Tercera División de Chile, con el objeto de potenciar su fútbol joven y divisiones inferiores. La exclusión de los clubes filiales en 2008 significó el final de sus participaciones en esta categoría.

## Uniforme
- Uniforme titular: Camiseta lila, pantalón lila, medias lilas.
- Uniforme alternativo: Camiseta blanca, pantalón blanco, medias blancas.

## Información del club
- Temporadas en Tercera División de Chile: 2 (2006-2007)
- Mayor goleada conseguida: 8-0 a Deportivo Arauco (2007)
- Mayor goleada encajada: 0-4 ante Iberia (2006)

### Cronología de los entrenadores
| - Esaú Bravo (2006-2007) |